# LS증권
LS증권(LS Securities Co., Ltd.)은 1999년 12월 대한민국 최초의 온라인전문증권사인 '이트레이드증권'으로 출범하였다. 2008년 9월 현재의 대주주로 변경된 이후 온라인 증권중개를 핵심으로 Wholesale, IB, Trading 등으로 사업 영역을 성공적으로 확장하고 종합증권사로의 변신을 완료하였다. 안정된 비즈니스 포트폴리오를 바탕으로 매년 꾸준한 이익을 실현하는 등 지속적인 성장세를 이어나가고 있다.

## 연혁
- 1999년 12월: 이트레이드증권 설립
- 2000년 9월: 홈트레이딩시스템(HTS) 출시
- 2007년 2월: 증권거래소 상장
- 2008년 9월: G&A 사모투자전문회사로 대주주 변경
- 2009년 12월: 투자매매업 및 투자중개업 인가
- 2015년 4월: 이베스트투자증권으로 사명 변경
- 2017년 1월: 신기술사업금융업 등록
- 2018년 10월: 리서치 유튜브 채널 '이리온 스튜디오' 오픈
- 2019년 12월: 2019 스마트앱어워드 '증권분야 대상' 수상(MINE)
- 2020년 5월: 중소기업특화 금융투자회사 지정
- 2021년 3월: 본사 사옥 이전 (여의도 포스트타워)
- 2022년 2월: 차세대 MTS 이베스트 온(eBEST ON) 출시
- 2022년 11월: 싱가포르거래소(SGX) 파생상품 거래회원 가입
- 2022년 12월: 2022 스마트앱어워드 '증권분야 최우수상' 수상 (eBEST ON)
- 2024년 6월: LS증권으로 사명 변경

## 영업점
- 영업부: 서울특별시 영등포구 여의나루로 60, 20층
- 강북금융센터: 서울특별시 종로구 삼봉로 94, 3층
- 테헤란금융센터: 서울특별시 강남구 테헤란로 333, 2층